# Génotoxicité
En pharmacologie, la génotoxicité d’une substance ou d’un rayonnement est sa capacité à compromettre l'intégrité physique (cassure chromosomique) ou fonctionnelle du génome.
Le chromosome, la cellule et l'organisme disposent de mécanismes de réparation de l'ADN ou d'élimination des cellules mutantes (par apoptose), mais si la réparation est imparfaite, incomplète ou absente, les lésions de l'ADN conduisent à des mutations permanentes et irréversibles (généralement neutres ou délétères).
Ces mutations peuvent concerner des gènes individuels (mutation génique), des blocs de gènes (mutation génomique) ou des chromosomes (mutation chromosomique).
Selon la gravité de la mutation (ou des mutations), les produits génotoxiques peuvent alors être à l'origine notamment d'une déficience transmise à la descendance ; et s'ils ont muté des gènes impliqués dans la prolifération et/ou la survie cellulaire, peuvent être la source de tumeurs bénignes et/ou de cancers.

## Éléments de définition
Un agent (substance, rayonnement ionisant, rayonnement micro-onde, certains virus) est dit génotoxique quand il se montre capable de modifier irréversiblement le génome d'une cellule ou d'un organisme ou de perturber l'expression normale des gènes. Quand l'ADN de gamètes est concerné (spermatozoïdes, ovocytes) si la mutation est délétère mais viable, elle peut être transmise à la descendance, de même, parfois, si elle survient plus tardivement durant l'embryogenèse ou le développement de l'organisme.
Certaines mutations enclenchent un processus tumoral ou cancéreux ; la présence d'effets d'agents mutagènes dans l'organisme est l'un des indicateurs du risque de cancer.

L'exposition à l'agent génotoxique peut se faire via l'eau, l'air, le sol, l'alimentation ou la proximité de sources de rayonnement mutagène.

La mutagénicité n'est qu’un cas particulier de la génotoxicité. 
La génotoxicité est l'une des formes de la cytotoxicité. Le concept de génotoxicité n'est pas synonyme de celui de mutagénicité et encore moins de celui de cancérogénicité (car la plupart des cassures de l'ADN sont réparées), mais un produit génotoxique est souvent mutagène et potentiellement cancérigène. Un test de génotoxicité est différent d'un test de mutagénicité et encore plus d'un test de dépistage de cancers (qui recherchera des marqueurs tumoraux). En outre, si un cancérogène est souvent génotoxique, il existe des cancérogènes non génotoxiques, les dioxines par exemple.

## Mécanismes d'action
Un agent mutagène peut avoir deux types d'effets :
1. impact direct, conduisant à un événement clastogène (sous l'effet de la radioactivité et des rayonnements ionisants par exemple, qui sont notamment source de cassure de l'ADN double-brin, considérées comme les plus graves quant à l'effet biologique[5]) ;
2. impact indirect, qui dégrade la machinerie cellulaire de maintien et de réparation de l’intégrité du génome (ex : modification des protéines de l'appareil mitotique), conduisant à un événement aneugène, c'est dire se traduisant par des anomalies de la ségragation chromosomique)[2].

Le métabolisme élimine plus ou moins vite la plupart des toxines pénétrant l'organisme. Chez les vertébrés et certains invertébrés, cette détoxication s'accomplit dans le foie, via les systèmes enzymatiques, et notamment les cytochromes P450, en mobilisant des cofacteurs (oxygène et NADPH). Cependant ce métabolisme produit alors souvent des espèces chimiques réactives intermédiaires, électrophiles, qui sont mutagènes. Nombre de composés génotoxiques ne le deviennent qu'après avoir été métabolisé ou via une « bioactivation ». Les composés génotoxiques ou leurs résidus sont le plus souvent éliminés via l'urine (qui est donc utilisée par différents tests) ou dans les excréments, la sueur…

### Typologie
Trois grands types d'agents génotoxiques, aux mécanismes d'action très différents sont :
1. des rayonnements ionisants (radioactivité) ;
2. des rayonnements énergétiques mais non ionisants (ultraviolets, microondes, et notamment microondes pulsées[7]…) ;
3. des « substances chimiques, souvent électrophiles, qui directement ou après bioactivation par des systèmes enzymatiques adéquats, vont se lier à l’ADN pour former des adduits. Ces adduits vont pouvoir être responsables de cassures et de pontage de l’ADN, d’erreurs de réplication et de substitution de bases »[2].

## Champ d'étude
Ce champ d'étude relève de la biogénotoxicologie, qui inclut notamment la recherche :
- des agents Clastogène et autres agents mutagènes ;
- de facteurs environnementaux source de mutagenèse ;
- de biomarqueurs de mutagenèse ;
- de tests de détection de mutations génomiques, chromosomiques (ex. : test des comètes, test des aberrations chromosomiques, test des micronoyaux) ou de l'ADN, sur différents loci (ex. : et dosage de la 8-hydroxydeoxyguanosine ou 8-OHdG ) ;

… chez l'homme (dans le domaine de la toxicologie) ou chez l'ensemble des espèces vivantes (écotoxicologie).
Ce champ d'étude s'intéresse aussi aux molécules antimutagènes, qu'elles soient synthétiques ou naturelles. Quand elles sont naturelles, on les recherche dans le monde végétal, animale, fongique ou microbien qui doivent aussi lutter contre des cancérogènes environnementaux naturels ou contre des produits génotoxiques produits et/ou disséminés par l'homme. Il s'agit aussi d'étudier les mécanismes moléculaires et physiologiques expliquant ces propriétés.

## Tests de génotoxiques
Il existe de nombreux tests de génotoxiques, notamment utilisés en écotoxicologie, en toxicologie et en santé au travail. Le tableau suivant liste ceux qui sont les plus utilisés (dans les années 2000-2010).
| Type de test                                                      | Exposition à des génotoxiques | Effet génotoxique | Effet mutagène |
| ----------------------------------------------------------------- | ----------------------------- | ----------------- | -------------- |
| Test d'Ames (Urines)                                              | oui                           | non               | non            |
| Test HPRT (lymphocytes sanguins)                                  | oui                           | oui               | oui            |
| Test glycophorine A (hématies)                                    | oui                           | oui               | oui            |
| Test des comètes (leucocytes sanguins cellules buccales...)       | oui                           | oui               | non            |
| Test d’échange des chromatides sœurs (SCE) (lymphocytes sanguins) | oui                           | oui               | non            |
| Aberrations chromosomiques (lymphocytes sanguins)                 | oui                           | oui               | oui            |
| Test des micronoyaux lymphocytes sanguins)                        | oui                           | oui               | oui            |
| Détection d'adduits chimiques (leucocytes sanguins)               | oui                           | oui               | non            |

Pour la plupart de ces tests, des facteurs confondants existent (notamment l'âge et l'exposition au tabac, le polymorphisme d’expression des enzymes du métabolisme et du système de réparation des lésions de l’ADN, l'exposition à une autre pollution environnementale que celle qu'on veut tester, l'exercice physique, le régime alimentaire). En outre les tests utilisant des hématies (globules rouges) sont faciles à mettre en œuvre (pas besoin de culture cellulaire, hématies faciles à collecter et à conserver par simple prise de sang) mais ils ne détecteront que des mutations des cellules de la moelle osseuse[réf. souhaitée]. Le test des comètes peut être couplé à l'hybridation in situ par fluorescence (FISH) afin de détecter une mutation ou la réparation spécifique d'un gène d'intérêt.

La détection d'aberrations chromosomiques est corrélée à un risque accru de cancers,.

## Problèmes émergents

### Smog électromagnétique
Des études récentes montrent qu'une partie du rayonnement électromagnétique (micro-ondes notamment) est génotoxique, or elles constituent une part croissante du smog électromagnétique auquel tous les organismes vivants sont exposés sur une part croissante de la planète. [réf. souhaitée]

### Nanotoxicologie
La génotoxicité de certains nanomatériaux et nanoparticules suscite une inquiétude croissante parmi les professionnels de santé et les consommateurs. Contrairement aux produits chimiques génotoxiques « classiques », les effets sanitaires des nanomatériaux sont encore mal connus et variés (en raison de leur diversité, de leur taille, forme, surface, solubilité et réactivité chimique ; et selon leur capacité à aisément franchir certaines barrières biologiques). Un nombre croissant d'études a été produit depuis les années 2010, mais avec des résultats parfois contradictoires, en raison de la diversité des matériaux, des protocoles expérimentaux et des modèles biologiques utilisés. Une meilleure évaluation des risques professionnels et environnementaux liés à l’exposition aux nanomatériaux est attendue.
Pour évaluer plus précisément ces risques, le projet européen Nanogenotox site officiel, coordonné par l’Afsset (devenue Anses) et impliquant 16 organismes de recherche issus de 11 pays européens, a été lancé en 2010 pour une durée de trois ans. Ce projet s'inscrivait dans une démarche plus large de normalisation et de régulation des nanomatériaux, en lien avec les travaux de l’OCDE et de l’ISO TC229 sur les nanotechnologies. Il devait fournir à la Commission européenne « une méthode alternative, robuste et fiable de détection du potentiel génotoxique des nanomatériaux susceptibles d’engendrer un risque de cancer ou de toxicité pour la reproduction chez l’homme ». Dans ce cadre, 14 nanomatériaux manufacturés ont été sélectionnés et regroupés en trois catégories : 1) Dioxyde de titane (TiO₂) ; 2) Silice (SiO₂) et 3) Nanotubes de carbone. Ces matériaux ont été choisis parce qu'il sont courants dans des produits tels que les cosmétiques, certains aliments et biens de consommation. Le projet prévoit :
- Une caractérisation physico-chimique approfondie des nanomatériaux ;
- Des tests de génotoxicité in vivo et in vitro ; selon différentes voies d’exposition (inhalation, cutanée, orale) ;
- Une évaluation des quantités produites et utilisées en Europe[13].

Une revue d'études publiée en 2014 souligne la nécessité d'adapter les méthodes classiques de génotoxicologie aux spécificités des nanomatériaux ; et d'utiliser plusieurs tests complémentaires (micronoyaux, comètes, SCE) ; et de mieux caractériser physico-chimiquement les nanoparticules pour interpréter les résultats de ces tests
Les principaux mécanismes de génotoxicité actuellement identifiés incluent :
- Une interaction directe avec l'ADN, bien que les nanoparticules atteignent rarement le noyau cellulaire ;
- Un stress oxydatif induit par la production d’espèces réactives de l’oxygène (ROS), pouvant secondairement entraîner des cassures de l’ADN ou des mutations ;
- Une perturbation des mécanismes de réparation de l’ADN et du cycle cellulaire

Une étude INRS (2024) relative aux potentiel génotoxique de nanoparticules d’oxydes de terres rares (yttrium, néodyme, gadolinium, erbium, lanthane), évalué par les tests des comètes et des micronoyaux suggère un potentiel génotoxique très variable selon le type de nanoparticule.
Concernant les métaux courants, on sait maintenant que les nanoparticules de dioxyde de titane (TiO₂) peuvent induire des dommages à l’ADN et qu'elles peuvent inhiber les mécanismes de réparation dans des cellules pulmonaires humaines (A549), notamment par méthylation des promoteurs de gènes de réparation. Des nanoparticules métalliques d'alumine (Al₂O₃) induisent, elles aussi, une augmentation significative des micronoyaux dans des tests in vitro, traduisant une génotoxicité potentielle. Pour ces deux cas, la méthode des échanges de chromatides soeurs (qui détecte les effets précoces contrairement au test des micronoyaux) a confirmé la génotoxicité des nanoparticules de TiO2 et d’Al2O3 et « l'absence de localisation nucléaire des nanoparticules suggère un mécanisme indirect de génotoxicité ».